# David Wilcock
David Wilcock (Rotterdam, 7 o 8 de marzo de 1973) es un escritor paranormal, personalidad de los medios y youtuber estadounidense. Es una figura importante en el llamado «movimiento de divulgación». Wilcock ha sugerido que está en contacto telepático con extraterrestres; algunos de sus seguidores creen que es la reencarnación de Edgar Cayce.

## Biografía
Wilcock nació en Rotterdam (Nueva York). Su padre, Donald, era periodista y autor de una biografía de Buddy Guy. David se graduó de la Universidad Estatal de Nueva York en New Paltz (SUNY New Paltz) en 1995, donde estudió psicología. Solicitó sin éxito ingresar a la escuela de posgrado en la Universidad Naropa. Después de graduarse en SUNY New Paltz, Wilcock trabajó durante varias semanas en un hospital psiquiátrico, según el experto en estudios religiosos David G. Robertson.
Robertson informa que el interés de Wilcock por lo paranormal comenzó en 1993 cuando escuchó de alguien que, a su vez, escuchó de otra persona que era «conocimiento común en la NASA que se habían recuperado ovnis de lugares de accidentes». Más tarde, su novia, Yumi, le contó que un chamán sintoísta dijo que se convertiría en un «famoso líder espiritual» y un compañero de habitación también le dijo que había tenido un sueño en el que Wilcock apareció como un «vagabundo». A finales de la década de 1990, a Wilcock le habían sugerido que era la reencarnación de Edgar Cayce.
Wilcock se ha establecido como una figura importante en el movimiento de divulgación, que aboga por el fin de lo que cree que es el secretismo del Gobierno de los Estados Unidos sobre la existencia de extraterrestres y ovnis, y ha escrito varios libros. En 2004, North Atlantic Books publicó The Reincarnation of Edgar Cayce?, de Wilcock y Wynn Free, que el editor describe como la presentación de una teoría de que «Wilcock podría ser de hecho la reencarnación de [Edgar] Cayce» y en la que Wilcock y Free continúan postulando que la humanidad pronto experimentaría una transformación de materia a energía.
Ocho años después, en 2012, E. P. Dutton publicó The Source Field Investigations: The Hidden Science and Lost Civilizations Behind the 2012 Prophecies de Wilcock, que Kirkus Reviews describió como una crónica de su predicción de que el año 2012 sería «el comienzo de una época que podría marcar el comienzo de un estado superior de conciencia». Según la editorial Penguin Random House, los libros de Wilcock Awakening in the Dream y The Ascension Mysteries fueron ambos superventas de The New York Times.
De 2015 a 2018, Wilcock copresentó, junto con Corey Goode, un programa en Gaia llamado Cosmic Disclosures. Según Vice, la película de estilo documental de Wilcock de 2018, Above Majestic, sostiene que «los extraterrestres reptilianos ocupan grandes franjas de la Antártida, se están concentrando para una invasión y controlan los gobiernos y los bancos del mundo». Una reseña de la película en Movieweb la describe como una promoción de la teoría de que los ataques del 11 de septiembre de 2001 fueron un «encubrimiento de una conspiración extraterrestre». El año siguiente, Wilcock produjo la película de estilo documental The Cosmic Secret, que Vice describió como una predicción de una catástrofe global futura basada en información que Wilcock afirma haber recibido a través de contacto telepático con extraterrestres.
Desde 2010, Wilcock tiene un canal de YouTube que aloja sus vídeos. Ha aparecido regularmente en el programa Ancient Aliens del History Channel. Se mudó a Colorado en 2017 y en 2023 se convirtió en el «director de tecnología avanzada» de Stavatti Aerospace.